# Cal Gort (Sunyer)
Cal Gort és una casa de Sunyer (Segrià) inclosa a l'Inventari del Patrimoni Arquitectònic de Catalunya.

## Descripció
Edifici entre mitgeres i de característiques molt semblants a la casa Veià, amb la qual estan front per front. Consta de planta baixa, pis i golfes. La porta principal és d'arc de mig punt amb dovelles de grans dimensions; en un costat s'obre una finestra allindada. Al primer pis hi ha quatre finestres, totes tenen l'ampit motllurat però les dues centrals tenen també la llinda i els brancals motllurats. A les golfes només hi ha una petita finestra quadrada. El ràfec de la teulada té un gran voladís i està decorat amb tres fileres de dents de serra.